# Геологический период
Геологи́ческий пери́од (или Геологическая система) — участок геохронологической шкалы, подынтервал геологической эры.

## Периодизация и термины
На геохронологической шкале большинство периодов разделяются на меньшие единицы, которые называются эпохи.
В стратиграфии геологический период соответствует геологической системе, то есть геологический период — это промежуток времени, в течение которого отложился слой пород, образующих соответствующую геологическую систему.
Геологическая система является основной единицей международной стратиграфической шкалы, как соответствующая естественному этапу в развитии земной коры и биосферы Земли.

## История
Первые попытки выделения геологических периодов начались в конце 17 века
Иоганн Готлоб Леман, немецкий минералог и горный инженер 18 века, делил все геологические образования на три группы:
1. породы без окаменелостей, наиболее древние
2. породы с окаменелостями
3. поверхностные рыхлые пласты, образование которых он связывал с местными наводнениями и всемирным потопом.

В конце 18 века А. Вернер назвал их классами и добавил новый класс переходных пород (древнейшие породы с окаменелостями):
1. первобытные образования
2. переходные
3. флецовые
4. наносные.

В дальнейшем в 19 веке классы Вернера были подразделены на системы:
1. лаврентьевская
2. гуронская
3. кембрийская
4. силурийская
5. девонская
6. каменноугольная
7. пермская
8. триасовая
9. юрская
10. меловая
11. третичная
12. четвертичная.

В 1881 году была утверждена международная номенклатура — последовательность, названия геологических периодов и их обозначение цветами.
В 2004 году Международный союз геологических наук признал эдиакарий (последний период неопротерозойской эры) — первый новообозначенный период за 130 лет.
В настоящее время выделяется 22 геологических периода:
- 10 в протерозое
- 12 в фанерозое.